# One More from the Road
One More from the Road je prvi i jedini album uživo prve postave sastava Lynyrd Skynyrd.

## Popis pjesama

### Prva strana
1. "Workin' for MCA" – 4:38
2. "I Ain't the One" – 3:37
3. "Searching" – 3:51
4. "Tuesday's Gone" – 7:39

### Druga strana
1. "Saturday Night Special" – 5:30
2. "Travellin' Man" – 4:08
3. "Whiskey Rock-a-Roller" – 4:14
4. "Sweet Home Alabama" – 6:49

### Treća strana
1. "Gimme Three Steps" – 5:00
2. "Call Me the Breeze" – 5:27
3. "T for Texas" – 8:26

### Četvrta strana
1. "The Needle and the Spoon" – 4:17
2. "Cross Road Blues" – 3:44
3. "Free Bird" – 11:30

### Deluxe izdanje (2001)

#### Prvi CD
1. "Introduction/Workin' for MCA" – 5:32
2. "I Ain't the One" – 3:47
3. "Saturday Night Special" – 5:39
4. "Searching" – 4:00
5. "Travellin' Man" – 4:37
6. "Simple Man" (bonus) – 6:56
7. "Whiskey Rock-a-Roller" – 4:48
8. "The Needle and the Spoon" – 4:35
9. "Gimme Back My Bullets" (bonus) – 4:01
10. "Tuesday's Gone" – 8:25
11. "Gimme Three Steps" – 5:11
12. "Call Me the Breeze" – 5:50
13. "T for Texas" – 9:14

#### Drugi CD (bonus)
1. "Sweet Home Alabama" – 7:29
2. "Crossroads" – 4:16
3. "Free Bird" – 14:25
4. "Introduction/Workin' for MCA " – 5:42
5. "I Ain't the One" – 3:52
6. "Searching" – 4:13
7. "Gimme Three Steps" – 4:42
8. "Call Me the Breeze" – 5:43
9. "Sweet Home Alabama " – 7:27
10. "Crossroads" – 4:46
11. "Free Bird (alternate)" – 14:55